# Veronica papuana
Veronica papuana är en grobladsväxtart som först beskrevs av Pieter van Royen och Ehrend., och fick sitt nu gällande namn av Albach. Veronica papuana ingår i släktet veronikor, och familjen grobladsväxter. Inga underarter finns listade i Catalogue of Life.